# 마테이스 판더산더 박하위전

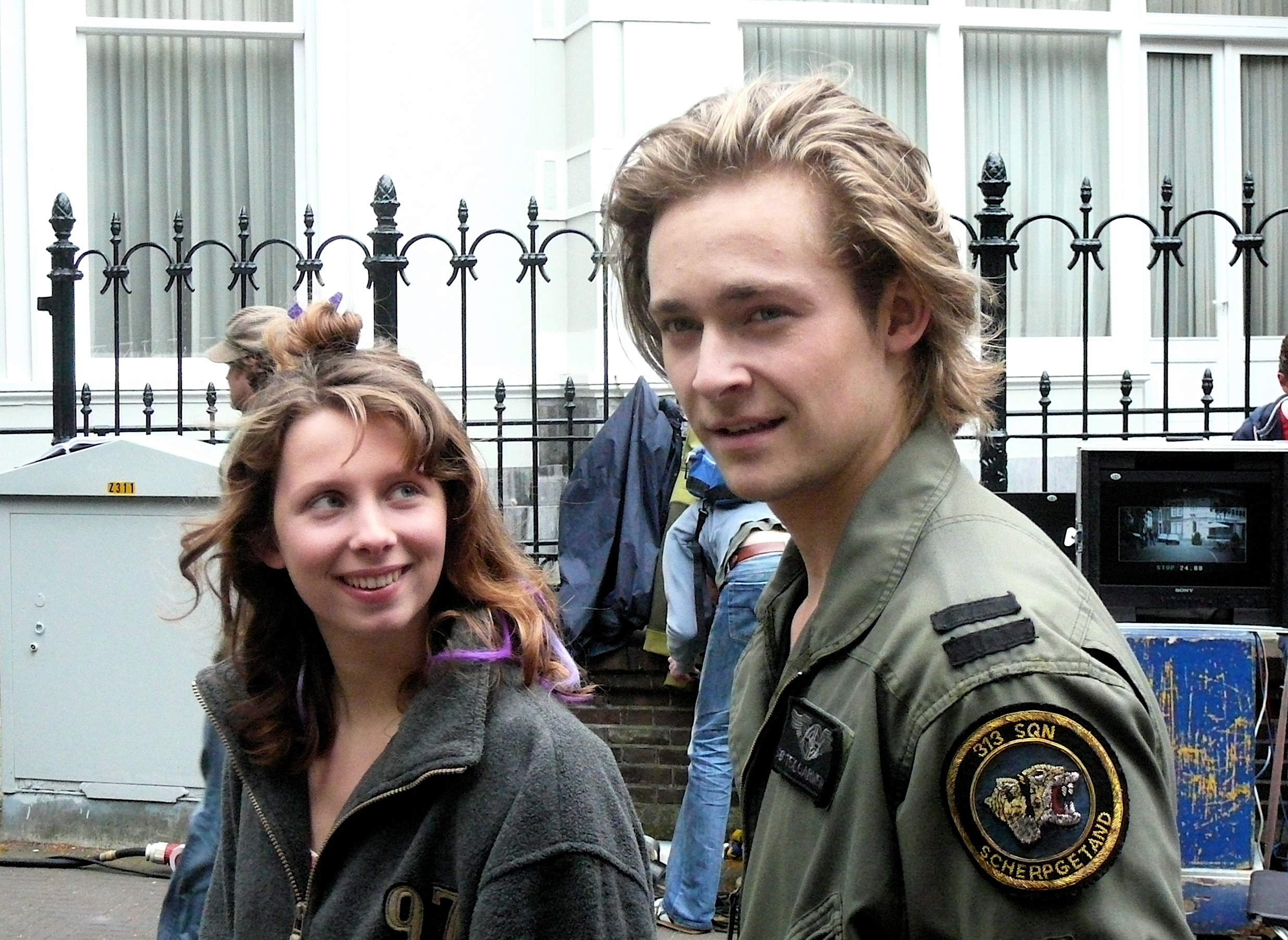

마테이스 판더산더 박하위전(네덜란드어: Matthijs van de Sande Bakhuyzen, 1988년 10월 16일 ~ )은 네덜란드의 배우이다.
암스테르담에서 태어났다.

## 영화
- 루카스 바이 더 씨 (2016년)
- 배틀 트랩 (2016년) - 딜런 포스트마 역
- 보이 7 (2015년)
- 케누 (2014년)
- 더스크 (2010년)
- 헷 레벤 우이트 에덴 다그 (2009년)
- 던야와 데지 (2008년)
- 킵 오프 (2006년) - 조르디 역